# Extended Play (EP de Fleetwood Mac)
Extended Play é o primeiro EP da banda anglo-americana de rock Fleetwood Mac, lançado em abril de 2013.
Primeiro trabalho com inéditas da banda depois de Say You Will (2003), o disco traz três canções escritas pelo vocalista e guitarrista Lindsey Buckingham e uma de Stevie Nicks. "Without You" é baseada numa demo "perdida" da fase Buckingham Nicks reencontrada por Nicks em um vídeo publicado no YouTube. Apesar de não ter sido lançadas cópias físicas, o álbum chegou a figurar nas paradas da Billboard.

## Faixas
| N.º            | Título          | Compositor(es)     | Duração |  |
| 1.             | "Sad Angel"     | Lindsey Buckingham | 4:03    |  |
| 2.             | "Without You"   | Stevie Nicks       | 4:39    |  |
| 3.             | "It Takes Time" | Buckingham         | 4:09    |  |
| 4.             | "Miss Fantasy"  | Buckingham         | 4:17    |  |
| Duração total: | Duração total:  | Duração total:     | 17:08   |  |